# Thomas Grote (Bischof)

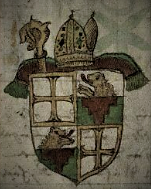
Bischofswappen Thomas Grotes, aus der Rehbein-Chronik

Thomas Grote (* um 1425 in Lübeck; † 27. August 1501 Marienwolde) war ein deutscher Bischof von Lübeck.

## Leben
Grote war ein Sohn aus bürgerlichem Haus. Bereits Ende des 14. Jahrhunderts lassen sich Personen dieses Nachnamens in Lübeck feststellen. Sie treten vornehmlich  als Handelsmänner in Erscheinung, die scheinbar auch Transaktionen nach England und Dänemark vollzogen. Ein Johann Grote, der bei der Rentenkonversion des neuen Rates mit einer bedeutenden Summe beteiligt war, hatte am 22. Februar 1411 beim Rat von Lübeck ein eigenständiges Siegel beantragt. Thomas dürfte somit, geprägt in einem bürgerlichen Umfeld, in einer Familie aufgewachsen sein die über stattliche Einkommen verfügte.
In der Zeit des Mittelalters war es in einflussreichen bürgerlichen Familien üblich, dass erstgeborene Söhne den Namen ihres Vaters erhielten und dann in dessen Fußstapfen traten. Nachgeborene Kinder wurden meist anderweitig untergebracht. So zum Beispiel wurden Mädchen an einflussreiche Bürgerfamilien verheiratet um familiäre und wirtschaftliche Bande zu knüpfen. Teilweise entsandte man sie aber auch als Nonnen in Klöster um ihren Lebensunterhalt zu sichern. Hierfür waren jedoch hohe Zahlungen nötig, so dass die Klosteroberen jene Zahlungen zur Aufnahme wohlgesinnt wurden. Erbberechtigten Söhnen hingegen wurde häufig eine gewisse Summe zur Verfügung gestellt, so dass sie sich selbst entwickeln konnten und so der Familie von Nutzen sein konnten.  Daher läge es unfern, dass Thomas zu jener Zeit nicht die Möglichkeit gehabt hätte diese Unterstützung zu erfahren. So finden wir ihn am 8. Juni 1445 an der Universität Rostock für 2 Mark immatrikuliert.
Zu jener Zeit war ein Studium relativ finanziell aufwändig. Man hatte Kost, Unterkunft und die Ausbilder zu bezahlen. Hinzu gab es je nach angehöriger Burse auch Abgaben, die nur ein vermögendes Elternhaus finanziell stemmen konnte. Nach zwei Jahren hatte Grote sich im Wintersemester 1547/48 den niedrigsten akademischen Grad eines Baccalaurus der artistischen Künste erworben. Die Bedeutung des Grades war zu jener Zeit nicht zu unterschätzen. Erst Ende des 16. Jahrhunderts verlor er an Bedeutung. Ausgestattet mit jenem Grad standen einem viele Wege im öffentlichen Leben offen. Ja er hätte auch an einer Universität lehren können. Er entschied sich für den damals hoch bewerteten Kirchendienst.
Bereits am 10. September 1455 ist Thomas Grote als Vikar zu St. Johannis in Lübeck nachgewiesen. Er kümmerte sich damals um seinen ihm zustehenden Erbteil seines verstorbenen Bruders Johann in Reval. Aus jener Stellung ist er vor 1472 aufgestiegen zum Kanoniker am Lübecker Dom. Nachdem Albert II. Krummendiek gestorben war, suchten die Vertreter des Lübecker Kapitels nach einem Nachfolger, der die finanziell fehlgeleitete Politik des alten Bischofs neu beleben sollte. Der inzwischen zum Domherrn in Lübeck aufgestiegene Grote, bewarb sich um dieses Amt. Entgegen den Erwartungen des Kapitels suchte Grote jedoch der Kirche Frieden zu wahren und die Kräfte der Kirche zu einen. Da das Kapitel jedoch wusste, dass Grote finanziell nicht schlecht protegiert wurde, er auch möglicherweise Zugeständnisse ans Kapitel machte zur finanziellen Konsolidierung, gaben die Vertreter der Wahlkommission seiner Bewerbung die Priorität und man wählte Grote im November 1489 zum Bischof von Lübeck.
Nachdem Papst Innozenz VIII. ihn am 7. Februar 1490 in Rom in seinem Amt bestätigt hatte und ihm gestattete, seine Pfründe zum Wohl des Bistums beizubehalten, zog sich Grote nach seiner Wahl von der Öffentlichkeit zurück. Scheinbar hatte sich Grote in seinen Möglichkeiten überschätzt. Denn als das Lübecker Kapitel die Einlösung von Eutin verlangte und Grote dem Anliegen sich verweigerte (weil er scheinbar nicht über die nötigen finanziellen Mittel verfügte), indem er sich zurückzog von der Öffentlichkeit Lübecks, begann ein Streit unter den Parteien. Dabei wurde auch die Bevölkerung Lübecks in diese Auseinandersetzungen involviert, so dass er bald den Volksnamen Hütewinkel (Hutewinckel = hüte den Winckel) erhielt. Da der Bischof seinen eigentlichen Aufgaben als höchster Repräsentant der lübeckischen Kirche nicht mehr nachkam, legte man ihm nahe das er auf dieses Amt verzichten sollte. Nach zwei Jahren gab Grote seine Ambitionen auf. Am 27. Februar 1492 legte er sein Amt nieder, hatte sich vorher bei der römischen Kurie für seinen Nachfolger Dietrich Arends eingesetzt und zog sich ins Klosterleben nach Kloster Marienwohlde zurück, wo sein Leichnam beigesetzt wurde.